# Aéroport de Slave Lake
L'aéroport de Slave Lake est un aéroport situé en Alberta, au Canada.